# Aidbhavi, Lingsugur
Aidbhavi là một làng thuộc tehsil Lingsugur, huyện Raichur, bang Karnataka, Ấn Độ.